# Robert Hippolyte Chodat
Robert Hippolyte Chodat (ur. 6 kwietnia 1865 w Moutier, zm. 28 kwietnia 1934 w Pinchat) – szwajcarski farmaceuta i biolog.

## Życiorys
Uczęszczał do szkół w Biel/Bienne i Bernie, następnie studiował farmację i botanikę na Uniwersytecie Genewskim. W 1887 r. otrzymał federalny dyplom farmaceuty i doktorat z nauk przyrodniczych. Do 1893 r. prowadził własną aptekę w Genewie, później podjął pracę jako naukowiec na Uniwersytecie Genewskim. W 1889 roku został profesorem zwyczajnym farmacji i botaniki farmaceutycznej, a od 1900 był profesorem botaniki ogólnej i systematycznej oraz kierownikiem instytutu botanicznego. W latach 1908–1910 był rektorem na Uniwersytecie Genewskim, a od 1915 r. dyrektorem Ogrodu Alpejskiego (Jardin et laboratoire alpins de la Linnaea) w Bourg-Saint-Pierre.
Był członkiem wielu akademii i najważniejszych towarzystw nauk przyrodniczych w Europie, doktorem honoris causa uniwersytetów w Victorii (Manchester, Liverpool, Leeds), Brukseli i Cambridge oraz EPF w Zurychu i rycerzem Legii Honorowej.

## Praca naukowa
Zainteresowania naukowe Chodata koncentrowały się na roślinności w basenie Morza Śródziemnego, w Ameryce Południowej i Stanach Zjednoczonych. Był kierownikiem kilku wypraw naukowych w te rejony świata. Jest autorem ponad 450 artykułów naukowych z zakresu systematyki, geografii roślin, paleobotaniki, biochemii i biologii roślin zarodnikowych (zwłaszcza zielonych glonów).
W naukowych nazwach opisanych przez niego taksonów dodawane jest jego nazwisko Chodat.